# Alan Varela
Alan Gonzalo Varela (ur. 4 lipca 2001 w Isidro Casanova) – argentyński piłkarz występujący na pozycji defensywnego pomocnika, od 2023 roku zawodnik portugalskiego Porto.